# ザクセン大管区

ザクセン大管区
Gau Sachsen (ドイツ語)

国の標語: Ein Volk, ein Reich, ein Führer（ドイツ語）
一つの民族、一つの国家、一人の総統国歌: Das Lied der Deutschen（ドイツ語）
世界に冠たるドイツ
党歌: Die Fahne hoch（ドイツ語）
旗を高く掲げよ

ナチス・ドイツの地図

【大管区登録番号】 第27番

ザクセン大管区（ドイツ語: Gau Sachsen）は、国民社会主義ドイツ労働者党（ナチ党）の設置した大管区の一つである。

## 概要
ザクセン自由州におけるナチ党の初期の方面指導者は、1921年から1923年までフリッツ・ティットマンであった。ナチ党再結党後の1925年にはドレスデン地域にアントン・ゴース率いる東ザクセン大管区が設置されたが、1926年1月31日にゴースは解任された。マルティン・ムッチュマンは1925年以来、事実上の指導者となっていた為、その後任となった。1927年1月1日にはカール・フリッチュが副大管区指導者となった。尚、ザクセン大管区が設置されたのは1926年7月からである。
1933年5月5日、ムッチュマンはザクセン自由州の国家代理官となり、ムッチュマンの抗争相手であるマンフレート・フォン・キリンガーは1934年のレーム事件まで州政府の内務大臣、首相を務めた。1935年2月、ムッチュマンはレーム事件後に左遷されたキリンガーの地位を引き継いだ。1933年以前の大管区本部はプラウエン、その後ドレスデンのビュルガーヴィーゼ24番地に設置された。大管区には5,231,739人の住民と27の管区に約235,000人の党員を有していた。都市設計家パウル・ヴォルフの計画では、巨大な大管区フォルム（公共広場）が建設、拡張される予定であった。この計画は第二次世界大戦の開戦により中止された。1933年には早くも退廃芸術展の最初の展示会が開催された。
ムッチュマンは1939年に全国防衛委員となり、ピルナ・ゾネンシュタイン絶滅収容所に於けるT4作戦の実施に責任を負っていた。彼はまた、大戦末期に国民突撃隊を率いて、何千人もの青少年を躊躇うことなく戦地に送り込んだ。1945年2月のドレスデン爆撃の後、大管区本部はドレスデン近郊のロックヴィッツグルンドにある臨時司令所に移された。1945年3月、彼のもとに元大管区指導者でザクセン突撃隊指導者であるヴェルナー・フォーゲルサングが新たな副官として配属された。

## 備考

### 大管区指導者
- 大管区指導者 ― マルティン・ムッチュマン（1926-45年）

### 人事
- 大管区宣伝局長
  - アルトゥール・シューマン
- 地方政治局長
  - エーリヒ・クンツ
  - クルト・グルーバー
- 官吏局長
  - パウル・シャーフ
- 人種政策局長
  - ヘルマン・ヴェルグート
- 大管区局長及びライプツィヒ地区指導者
  - エルンスト・ヴェッテンゲル
- ザクセン州教育省及び大管区教員連盟総長
  - アルトゥール・ヒューゴー・ゲプフェルト
- ザクセン州経済福祉大臣及び大管区経済顧問
  - ゲオルク・レンク
- ザクセン州農民指導者及び大管区農政顧問
  - ヘルムート・ケルナー

### 組織
- 大管区本部 ― プラウエン（-1933年）、ドレスデン、ビュルガーヴィーゼ24番地（1933-1945年2月）、ロックヴィッツグルンド（1945年2月）
- 大管区指導者学校 ― アウグストゥスブルク狩猟館（英語版）、ハマーロイスドルフ（英語版）、
- 大管区教練城館 ― ハイデナウ・グローセドリッツ（ドイツ語版）、フリードリヒスブルク城[7]
- SA『ザクセン』管区集団本部

## 構成管区
- アンナベルク（英語版）
- アウエ（シュヴァルツェンベルク）（英語版）
- アウエルバッハ
- バウツェン
- ボルナ（英語版）
- ケムニッツ
- ディッポルディスヴァルデ（英語版）
- デーベルン（英語版）
- ドレスデン
- フローハ（英語版）
- フライベルク
- グラウハウ（英語版）
- グリマ（英語版）
- グローセンハイン（英語版）
- カーメンツ（英語版）
- ライプツィヒ
- レーバウ（英語版）
- マリーエンベルク（英語版）
- マイセン
- エルスニッツ（英語版）
- オーシャッツ（英語版）
- ピルナ（英語版）
- プラウエン
- ロッホリッツ（英語版）
- シュトルベルク
- ツィッタウ
- ツヴィッカウ